# Alexander Konstantinowitsch Imeretinski

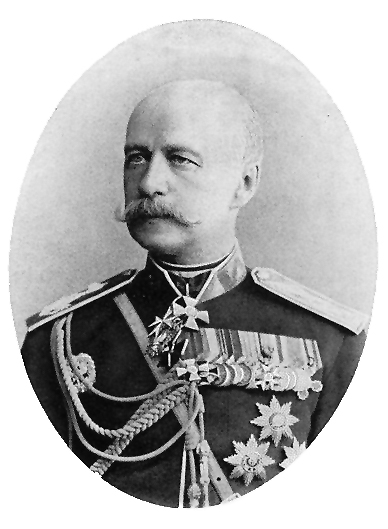
Alexander Imeretinski

Alexander Konstantinowitsch Imeretinski (russisch Александр Константинович Имеретинский, wiss. Transliteration Aleksandr Konstantinovič Imeretinskij; georgisch ალექსანდრე კონსტანტინეს ძე ბაგრატიონ-იმერეტინსკი; * 24. Dezember 1837 in der Nähe von Moskau; † 17. November 1900) war ein russischer Fürst und General der russischen Armee.

## Leben
Alexander Konstantinowitsch Imeretinski stammte aus einer mediatisierten georgischen Fürstenfamilie, die ehemals Imeretien beherrschte. Die Imeretinskis waren ein Unterzweig der georgischen Bagratiden.
Er wurde im Pagenkorps erzogen und trat 1855 als Fähnrich in die Leibgarde-Pionierdivision ein. 1856 kam er als Leutnant in das 14. grusinische Grenadierregiment im Kaukasus, besuchte von 1859 bis 1862 die Generalstabsakademie und wurde dann in den Gardegeneralstab versetzt.
Er nahm am polnischen Insurrektionskrieg teil, wurde Oberst und Flügeladjutant, 1869 General und Generalstabschef des Warschauer Militärbezirks, 1872 Gehilfe des Inspektors der Schützenbataillone. Im August 1877 wurde er Kommandeur der 2. Infanteriedivision, die der Armee vor Plewna zugeteilt wurde.
Am 3. September 1877 stürmte er mit Michail Dmitrijewitsch Skobelew die Stadt Lowatz, heute in Bulgarien, und nahm dann an der Schlacht von Plewna (Bulgarien) und Ende Dezember am zweiten Balkan-Übergang des Generals Gurko teil.
Nach dem Frieden wurde er zum Chef des Generalstabs der Armee in der Türkei (an Nepokojtschitzkijs Stelle) und zum Generaladjutanten ernannt.
Ab 1883 war er Kommandeur des VI. Armeekorps in Warschau und erhielt 1885 als Generalprokurator die oberste Direktion der Militärjustiz.
Von 1896 bis 1900 diente er als General-Gouverneur von Warschau im Weichselland (Polen).